# Pseudonymität im Internet
Das Recht auf Pseudonymität im Internet soll – ebenso wie das Recht auf Anonymität im Internet – natürliche Personen vor der Verletzung ihrer Persönlichkeitsrechte schützen. Es steht einem Klarnamenszwang entgegen.

## Zweck
Pseudonyme sollen den persönlichen Bereich von Internetbenutzern schützen, etwa den privaten, familiären und beruflichen Bereich. Insbesondere können sie Schutz der realen Person vor Benachteiligung aufgrund der persönlichen Situation oder Verfolgung aufgrund politischer Meinungsäußerungen bieten.

## Rechtslage

### Europäische Union
Eine Grundlage für die nationale Gesetzgebung in der Europäischen Union ist die Richtlinie 95/46/EG des Europäischen Parlaments und des Rates vom 24. Oktober 1995 zum Schutz natürlicher Personen bei der Verarbeitung personenbezogener Daten und zum freien Datenverkehr.

#### Deutschland
In Deutschland zählt § 19 Abs. 2 TDDDG zu den Pflichten des Diensteanbieters:

„Anbieter von digitalen Diensten haben die Nutzung von digitalen Diensten und ihre Bezahlung anonym oder unter Pseudonym zu ermöglichen, soweit dies technisch möglich und zumutbar ist. Der Nutzer von digitalen Diensten ist über diese Möglichkeit zu informieren.“

Der Nutzer soll ein Pseudonym verwenden dürfen, um zu verhindern, dass man auf seine wahre Identität schließen kann. Bestimmte Daten darf ein Diensteanbieter speichern. Die Bestandsdaten (§ 2 Abs. 2 Nr. 2 TDDDG) können Namen usw. des Nutzers umfassen. Zu den Nutzungsdaten (§ 2 Abs. 2 Nr. 3 TDDDG) zählt u. a. der Nick- oder Screenname, vor allem aber die Daten über die Interaktion mit den Systemen.
Die Diensteanbieter unterliegen der Impressumspflicht. Betreiber von Meinungsforen im Internet unterliegen nach Auffassung des deutschen Bundesgerichtshofs einer Verantwortlichkeit.
Das Oberlandesgericht München entschied im Dezember 2020, dass Facebook dennoch eine Klarnamenspflicht einführen darf.

## Beispiele für den Umgang mit Pseudonymen
| Dienst       | Erlaubnis von Pseudonymen | Erläuterung | Hinterlegung von Personendaten                               |
| ------------ | ------------------------- | --- | ------------------------------------------------------------ |
| Ebay         | erlaubt                   | Pseudonyme sind erlaubt. | Der Anbieter kennt Echtnamen und Adresse.                    |
| Amazon       | erlaubt                   | Pseudonyme sind erlaubt. | Der Anbieter kennt Echtnamen und Adresse.                    |
| Facebook     | erlaubt                   | Facebook hat 2018 seine Voreinstellungen in Deutschland verändert und darf die Nutzer nicht mehr zwingen, sich mit ihrem Klarnamen anzumelden. Die Nutzer werden aufgefordert, den Namen zu verwenden: „... mit dem sie im alltäglichen Leben am häufigsten angesprochen werden“. Namensänderungen werden jedoch vor der Freischaltung überprüft und ungewöhnliche Namen herausgefiltert. Diese Praxis ist zulässig, weil Facebook keine rechtlich verantwortliche Niederlassung in Deutschland aufweist. |                                                              |
| Google+      | erlaubt                   | Google forderte: „Verwenden Sie den Namen, mit dem Sie normalerweise von Freunden, Familie und Kollegen angesprochen werden. Dies dient der Bekämpfung von Spam und beugt gefälschten Profilen vor.“ Im Juli 2014 erfolgte die Nachricht, dass Pseudonyme erlaubt sein sollen. Google+ wurde nach einer gravierenden Datenpanne im April 2019 eingestellt. |                                                              |
| Wikipedia    | erlaubt                   | Wikipedia lässt pseudonyme Autoren zu. | Auf die Echtnamen wird in den Bestandsdaten nicht bestanden. |
| Singlebörsen | erlaubt                   | Im Allgemeinen sind Pseudonyme zulässig, unter anderem bei Plenty of Fish, JOYclub etc. |                                                              |

Bei der Nutzung der Internetseiten des Landes Niedersachsen gehört es zu den Streitpunkten, ob Nutzer zusätzlich Anonymisierungsdienste benutzen dürfen.